# Lviv, Pervomaisk
Lviv (în ucraineană Львів) este un sat în comuna Romanova Balka din raionul Pervomaisk, regiunea Mîkolaiiv, Ucraina.

## Demografie
Componența lingvistică a localității Lviv
     Ucraineană (90,36%)
     Rusă (7,23%)
     Română (1,2%)
Conform recensământului din 2001, majoritatea populației localității Lviv era vorbitoare de ucraineană (90,36%), existând în minoritate și vorbitori de rusă (7,23%) și română (1,2%).